# Пармайлово
Пармайлово (коми-перм. Пармайыл) — деревня в Кочёвском районе Пермского края. Входит в состав Юксеевского сельского поселения. 

## Физико-географическая характеристика
Располагается севернее районного центра, села Кочёво. Расстояние до Кочёво составляет 40 км, до Юксеево — 4,4 км. 

Деревня расположена на автодороге Коса — Юксеево. 

## Название
Слово Парма часто встречается в коми-пермяцкой топонимии. В самостоятельном употреблении имеет значения: «густой лес»; «девственный лес»; «возвышенность, покрытая лесом». Йыв (в  диалектах — йыл) переводится с коми-пермяцкого как «верхушка, вершина». 

Пармайыл — «вершина пармы», хотя ельника близ населенного пункта уже нет.— А.С. Кривощёкова-Гантман

## История
По состоянию на 1904 год деревня Пармайлова входила в состав Юксеевского общества Чердынского уезда Пермской губернии.

По данным на 1 июля 1963 года населённый пункт входил в состав Юксеевского сельсовета.

## Население
| Год     | 1904 | 1963  | 2010 | 2013 | 2014 |
| ------- | ---- | ----- | ---- | ---- | ---- |
| Жителей | 95   | ↗ 105 | ↘ 40 | ↗ 42 | ↗ 44 |
| Мужчин  | 44   |       | 21   |      |      |
| Женщин  | 51   |       | 19   |      |      |
| Дворов  | 13   |       |      |      | 11   |

| 2010 |
| ---- |
| 40   |

По данным Всероссийской переписи населения 2002 года в деревне Пармайлово Юксеевского сельсовета Коми-Пермяцкого автономного округа проживали 62 человека, преобладающая национальность — коми-пермяки (97%).

## Инфраструктура
Улицы: Центральная, Северная, Садовая

## Достопримечательности, памятники, памятные места
- Парк-музей деревянной скульптуры Кочевского районного музея этнографии и быта, созданный в 1993 году по инициативе местного жителя Егора Утробина[10].
- памятник архитектуры (федеральный) «Пармайлово I, II, городище»[11] (в 1,5 км. к северо-западу от деревни, в бассейне реки Лолог) — Род. X—XIII вв. н.э. Обследовано в 1956 г. В.Ф. Генингом[12].
- памятник архитектуры (региональный) «Пармайлово, могильник» (в 1,7 км к северу от деревни)[13][11].

## Ссылка
Официальный сайт Юксеевского сельского поселения Архивная копия от 6 августа 2017 на Wayback Machine